# Pracze Widawskie

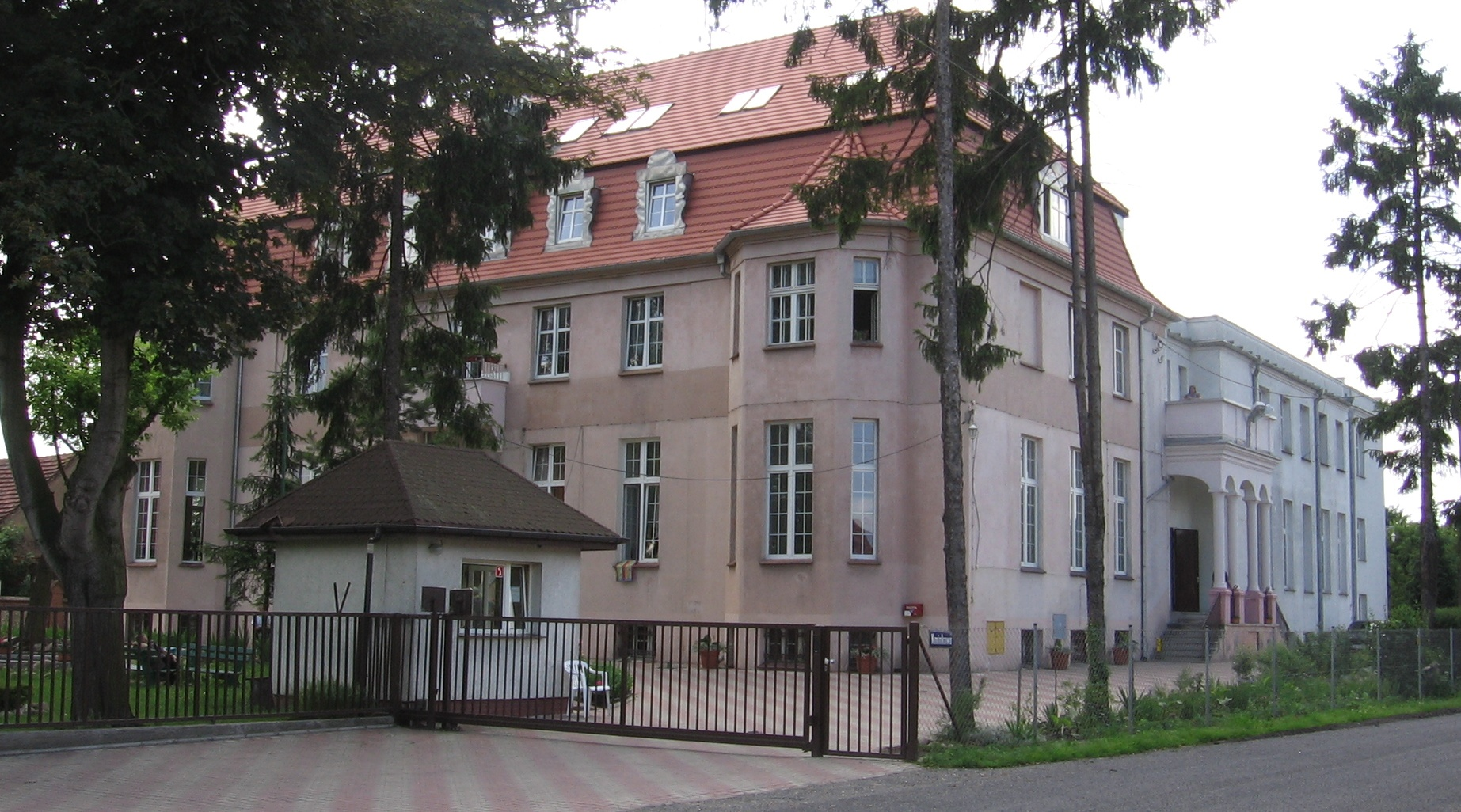
Dom pomocy społecznej

Pracze Widawskie – osiedle na północnym skraju Wrocławia, w byłej dzielnicy Psie Pole. Dawna wieś owalnica (w obrębie dzisiejszych ulic Dekarskiej, Zduńskiej i Kaletniczej), służebna osada książęca z własną komorą celną.

## Historia
W 1266 roku Władysław, książę regent Wrocławia i arcybiskup elekt Salzburga, nadał Pracze („hereditas nostra in villa Pracz iuxta Widauia”) w zamian za zasługi magistrowi Milonowi. Wzmiankowana w 1266 jako Pratche (w 1298 i 1348 – Pracz). Lokowana była na prawie niemieckim. W 1348 istniał tu już kościół pod wezwaniem św. Anny, ufundowany przez rycerza Henryka z Kałowa (wzmiankowanego po łacinie jako Henricus de Cal). Wzmiankowany także w dokumentach z lat 1342, 1344 i 1345 jako „Henricus Calow de Pracz”. Tutejsze sołectwo (oraz znajdujące się we wsi młyn, karczma i folwark) wzmiankowane było po raz pierwszy w 1353 roku. W 1649 wybudowano tu dwór, rozbudowany w 1914 (nie zachował się po II wojnie światowej), a w latach 30. XIX wieku – cegielnię.
Położona nad rzeką Widawą (niem. Weide), występowała także pod nazwami Protch an der Weide, Protch Weide i Weide-West.
W roku 1795 w 35 domach mieszkało tu 189 osób, a w 1913 liczba mieszkańców wynosiła 550. W latach 20. XX wieku w Praczach Widawskich wybudowano szpital, funkcjonujący do dziś jako dom pomocy społecznej.
Wieś przyłączona do Wrocławia w 1973; obecnie osiedle Pracze Widawskie traktowane są – na potrzeby administracyjne – wspólnie z większym od nich osiedlem Widawa, liczą wspólnie ok. 1,3 tys. mieszkańców.

## Zabytki
- Kościół św. Anny - prezbiterium przypuszczalni zbudowano w średniowieczu i przebudowano w XVII wieku. Nawę zbudowano około roku 1800, w miejscu wcześniejszej szkieletowej.
- Dwór w Praczach Widawskich z XVII w. z dwoma portykami z 1914 r. Do 1945 r. było to było to trójskrzydłowe założenie ustawione w podkowę. Początkowo otwarte dziedzińcem ku północy i zamknięte w 1914 r. Dwór miał trzy cylindryczne wieżyczki na narożnikach (od południa i wschodu) i wejście główne od południa. Obecnie w ruinie.

## Komunikacja miejska
- 108 (Dworzec Nadodrze – Pracze Widawskie; kursy co pół godziny w szczycie, co godzinę poza szczytem)